# Phyllophila decolorata
Phyllophila decolorata är en fjärilsart som beskrevs av Bang-haas. Phyllophila decolorata ingår i släktet Phyllophila och familjen nattflyn. Inga underarter finns listade i Catalogue of Life.